# Préciosité

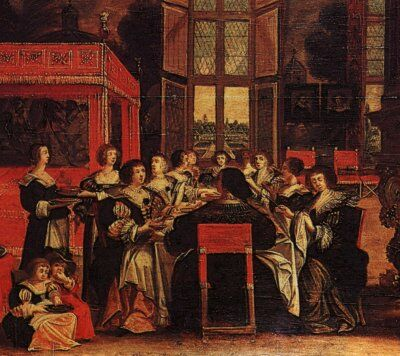
Abraham Bosse, Życie towarzyskie w stylu préciosité

Préciosité, preciosite (fr. dosł. wykwintność) – tendencja w literaturze francuskiej 1. połowy XVII wieku, odmiana baroku, bliska zwłaszcza takim kierunkom jak konceptyzm i marinizm.

## Charakterystyka
Préciosité związana była z kręgiem markizy de Rambouillet i praktykowanymi tam formami życia towarzyskiego, z dążeniami do szczególnej elegancji zachowania i wysłowienia, inspirowanymi w znacznej mierze przez ideały formowane w romansie pasterskim (np. Astrea).
Styl préciosité kształtował się w opozycji do klasycystycznej poetyki F. Malherbe'a, faworyzował formy o kunsztownej strukturze (m.in. rondo, sonet), przejawiał skłonności do operowania wyszukanym i rozbudowanym obrazowaniem, opierającym się często na concetto (z wł. koncept).
Poezja préciosité miała głównie charakter okolicznościowy, wiążąc się z konkretnymi wydarzeniami towarzyskimi. Jej najbardziej reprezentatywnym przedstawicielem był Vincent Voiture.
Z préciosité wiąże się twórczość m.in. T. de Viau, Saint-Amanta i T. l'Hermite'a.